# Harry Slochower
Harry Slochower (auch Zloczower; * ca. 1. September 1900 (in Entsprechung zum jüdischen Kalender, das exakte Datum ist nicht bekannt) in der (Bukowina); † 11. Mai 1991 in Brooklyn (New York)) war ein US-amerikanischer Germanist und Psychoanalytiker.

## Biographie
Slochowers Familie siedelte 1913 in die USA. Er wuchs in New York (Bronx) auf und studierte Philosophie und Germanistik am College of the City of New York. 1928 promovierte er mit einer Untersuchung über Richard Dehmel. Zu Studienaufenthalten war er außerdem in München, Berlin und Heidelberg. 
Seit 1924 unterrichtete Slochower Deutsch und Englisch (für Immigranten) an verschiedenen Schulen in New York. Von 1928 bis 1952 lehrte Slochower am Brooklyn College in New York  Deutsche Literatur, Komparatistik und Philosophie. Weitere Stationen seiner akademischen Laufbahn folgten; von 1964 bis 1989 lehrte er an der New School for Social Research in New York.
Seit den 1940er Jahren sah er sich politischer Verdächtigungen wegen einer angeblichen Mitgliedschaft in der Kommunistischen Partei ausgesetzt. Er wurde entlassen, 1956 aber nach einer Entscheidung des Supreme Court (und unter Zahlung einer Entschädigung) wieder in sein Lehramt eingesetzt. Nach kurzer Zeit gab er dann die Professur auf und arbeitete seither als Psychoanalytiker.

## Wissenschaftliches Wirken
Slochower ist vor allem mit psychoanalytischen Literaturinterpretationen hervorgetreten. Zu seinen Werken gehören Three Ways of Modern Man (1937), Thomas Mann’s Joseph Story: An Interpretation (1938) und No Voice is Wholly Lost (1945). Außerdem trug er zu verschiedenen philosophischen, literarischen und psychoanalytischen Zeitschriften bei. Slochower war Präsident der Association for Applied Psychoanalysis und von 1964 bis zu seinem Tod Hauptherausgeber der Zeitschrift American Imago.

## Werke
- Richard Dehmel. Der Mensch und der Denker. Eine Geschichte seines Geistes im Spiegelbild seiner Zeit, Dresden: Reissner, 1928.
- Three Ways of Modern Man, 1937.
- Thomas Mann's Joseph Story: An Interpretation, 1938.
- No voice is wholly lost. Writers and thinkers in war and peace, New York: Creative Age Press 1945.
- Literature and philosophy between two world wars. The problem of alienation in a war culture, New York, Citadel, 1964.
- Mythopoesis, Wayne State University Press, 1970.
- What It Means To Be Jewish, in: Judaism. A Quarterly Journal of Jewish Life and Thought 23 (1974), 462–464.
- Zur Ichfunktion des Selbstmords in der Literatur, in: Psyche 1981, 35(12), 1077–1102.